# Djuptjärnen (Malungs socken, Dalarna)
Djuptjärnen är en sjö i Malung-Sälens kommun i Dalarna och ingår i Göta älvs huvudavrinningsområde. Sjöns area är 0,0206 kvadratkilometer och den är belägen 384 meter över havet.